# Linsey Davis
Linsey Davis é uma jornalista americana da ABC News, que atualmente apresenta a edição de domingo do World News Tonight e o programa de streaming diário no horário nobre, o ABC News Live Prime com Linsey Davis. Ela também é âncora substituta do Good Morning America e das edições de segunda a sexta e de sábado do ABC World News Tonight.

## Vida pregressa
Davis foi criada em Medford, Nova Jersey. Ela se formou na Moorestown Friends School, na cidade vizinha Moorestown, Nova Jersey, em 1995. Ela obteve o título de bacharel pela Universidade da Virgínia e o título de mestra em comunicação pela Universidade de Nova York.

## Carreira
Davis é correspondente de longa data da ABC, fazendo reportagens para Good Morning America, 20/20, Nightline e World News Tonight . Ela lançou a transmissão de streaming, carro-chefe da emissora, em 10 de fevereiro de 2020. Em 2021, foi anunciado que Davis assumiria as responsabilidades de âncora da edição de domingo do World News Tonight, com Whit Johnson cuidando das tarefas de sábado, após a saída do âncora da rede Tom Llamas para a NBC News . Em 2022, a Adweek relatou que Davis estava adicionando o rádio às suas responsabilidades, dizendo que ela "traria as principais notícias no noticiário nacional da ABC News Radio às 17h, horário do leste dos EUA, de segunda a quinta-feira, todas as semanas", um papel antes ocupado por Peter Jennings e Charles Gibson .
Além de suas funções de ancoragem na TV aberta, streaming e rádio, a Variety afirma que "Desde 2019... Davis apareceu ao lado de George Stephanopoulos e David Muir para ajudar a conduzir debates presidenciais, coberturas eleitorais e outros eventos críticos de notícias."
Linsey Davis foi uma das moderadoras do debate presidencial de 2024 com o ex-presidente Donald J. Trump e a vice-presidente Kamala D. Harris. Também é autora de quatro livros infantis, incluindo How High Is Heaven? (2022).